# Les Amis du Tour de France
Les Amis du Tour de France war ein professionelles französisches Radsportteam, das von 1979 bis 1980 bestand.

## Geschichte
Das Team stellte eine Besonderheit in der Landschaft der professionellen Radsportteams in Frankreich dar. Es wurde nicht von einem Unternehmen der Wirtschaft gesponsert, sondern entstand auf Initiative des französischen Radsportverbandes Fédération Française de Cyclisme (FFC). Ende 1978 waren 18 französische Radprofis ohne Vertrag. Ziel der Gründung des Radsportteams war es, den vertragslosen französischen Berufsradfahrern eine berufliche Beschäftigung in einem Radsportteam zu ermöglichen, um die Fahrer möglichst wieder an andere Teams zu vermitteln und ihnen dafür die notwendige Rennpraxis zu geben. Dafür wurde ein Verein unter dem Namen „Les Amis du Tour de France“ geschaffen. Ehrenpräsident wurde Jacques Goddet, Vorsitzender wurde Félix Lévitan, die beide die Geschicke der Tour de France leiteten. Materiell unterstützt wurde der Verein von der „Vereinigung der Radkonstrukteure und sportlichen Gesellschafter Frankreichs“ (AFCAS) sowie vom „Verband der Radrennveranstalter Frankreichs“ (ROCC). Diese Vereinigungen stellten das Radmaterial, Autos und weiteres Equipment, Mechaniker und einen Mannschaftsarzt sowie weiteres Personal zur Verfügung. Auch alle erforderlichen Versicherungen wurden übernommen. Das Arbeits- und Sozialministerium (Ministère du Travail, de l’Emploi et de l’Insertion) genehmigte den Fahrern weiterhin ihre Arbeitslosenunterstützung, die später mit eventuellen Prämien verrechnet wurde. Sportlicher Leiter der Mannschaft wurde der ehemalige Radprofi Jean-Pierre Loth. Am 17. März 1979 bestritt das Team das erste Rennen. Das Team von 1979 hatte 13 Fahrer, 1980 standen 15 Fahrer im Aufgebot.

## Trikot
Die Trikotfarben entsprachen den Wertungstrikots der Tour de France: gelbe Schulterflächen, Brust- und Rückenteil weiß mit roten Punkten, der untere Trikotteil war grün.

## Ergebnisse
Zu den besten Resultaten des Teams zählte 1979 der Etappensieg von Jacques Osmont in der Tour d’Indre-et-Loire. Gérard Simonnot gewann eine Etappe in der Route d’Occitanie. 1980 gewann Jean-Paul Hosotte den Prolog in der Tour du Vaucluse. Weiterhin wurden 1980 der 2. Platz bei Paris–Tours durch Alain Vigneron, der 4. Platz in der Tour de Corse und der 6. Platz in der Tour de l’Oise durch Patrice Thévenard sowie der 7. Platz in der Tour du Vaucluse durch Fernand Julien erreicht. 1980 startete das Team in der Tour de France unter dem Namen „Boston-Mavic-Amis du Tour“.

## Bekannte Fahrer
- Jean-Paul Hosotte (1979)
- Georges Talbourdet (1979)
- Alain Meslet (01.1980–05.1980)
- Jacques Osmont (01.1980–05.1980)
- Alain Vigneron (1980)